# Toledo Rockets (Footballteam)
Die American-Football-Mannschaft der Toledo Rockets spielt College Football in der West Division der Mid-American Conference (MAC) der Division I Football Bowl Subdivision (FBS) und repräsentiert die University of Toledo. Das erste Footballspiel trugen sie 1917 aus, stellten 1931 und 1943–1945 aber kein Team. Der derzeitige Head Coach ist Jason Candle.

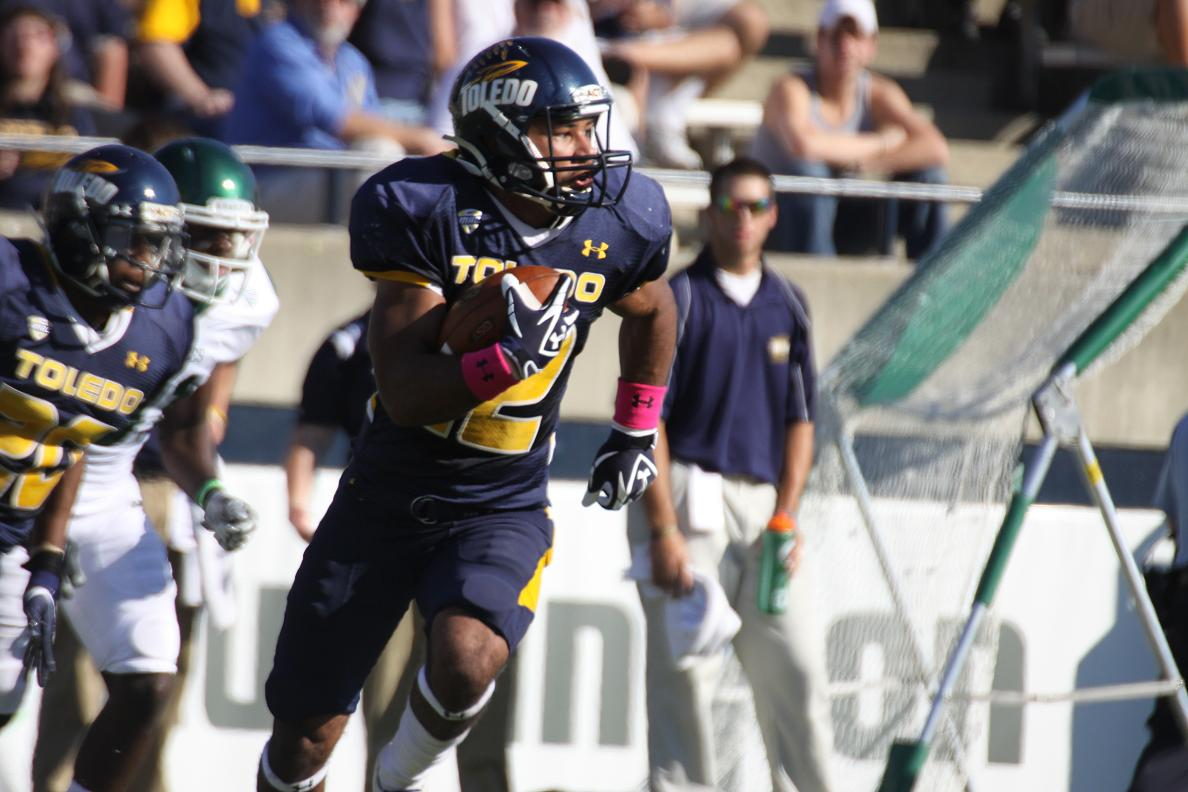
Ein Spieler der Rockets.

## Geschichte

### Anfangsjahre (1917–1945)
Toledos erste Footballmannschaft wurde 1917 unter der Leitung von John Brandeberry aufgebaut. Ihr erstes Spiel verloren sie am 10. Oktober 1917 gegen die Footballmannschaft der University of Detroit mit 0:145. Auch in der weiteren Saison konnten die Rockets keinen einzigen Punkt erzielen. Ihren ersten Sieg erlangten sie 1918, nachdem sie die Defiance College Yellow Jackets mit 19:12 schlugen. In den ersten Jahren spielte Toledo ohne Beinamen, wurde aber 1923 „Rockets“ getauft, nachdem ihnen zwei lange Touchdownläufe in Spiel gegen die Carnegie Tech gelangen. Ausgedacht wurde der Name vom UT-Studenten James Neal, der während des Spiels in der Pressekabine war und von pittsburgher Sportjournalisten zu einem Spitznamen gedrängt worden war. Nealkam auf Skyrockets, was von den Reportern zu Rockets gekürzt wurde. In selbiger Saison gewannen die Rockets auch ihren ersten Conference-Titel, als sie unter Head Coach James Dwyer in der Northwest Ohio Conference (NWO) sechs Siege in zehn Spielen erreichten. Unter Boni Petcoff gewannen die Rockets 1927 mit einer Bilanz von 5 Segen zu zwei Niederlagen und 1929 mit vier Siegen, zwei Niederlagen und einem Unentschieden erneut die NWO. 1931 mussten die Rockets während der Großen Depression auf Grund fehlender finanzieller Mittel den Spielbetrieb vorübergehend einstellen.
1932 kehrte der Football nach Toledo zurück und Jim Nicholson wurde Head Coach. Diesen Job hatte er bis 1935, dem Jahr, in dem er auch sein bestes Ergebnis erzielte, ein Unentschieden, zwei Niederlagen und sechs Siege, davon alle Siege in den letzten sechs Spielen. 1936 übernahm Dr. C. W. Spears die Head-Coach-Position, konnte aber in seiner ersten Saison nur zwei Siege in acht Spielen erzielen. In den folgenden fünf Saisons konnte er jedoch mindestens sechs Siege erzielen, in der Saison 1939 sogar sieben in zehn Spielen. 1942 fielen die Rockets auf vier Siege und ein Unentschieden in neun Spielen, ehe die Universität aufgrund des Zweiten Weltkriegs für drei Saisons den Spielbetrieb einstellen musste.

### Nach dem Zweiten Weltkrieg (1946–1968)
Nach dem Krieg übernahm Bill Orwig die Head-Coach-Position für zwei Jahre. 1946 führte er sie zu einer 6-2-2-Bilanz und 1947 zu neun Siegen und zwei Niederlagen. In den folgenden vier Jahren waren die Rockets unter vier verschiedenen Head Coaches nur Mittelmaß. 1952 traten die Rockets der Mid-American Conference (MAC) bei. In ihrer ersten Saison in der MAC gewannen die Rockets vier von neun Spielen, jedoch nur eines aus fünf innerhalb ihrer Conference. 1954 gelang ihnen unter Forrest England mit drei Siegen in fünf Conference-Spielen und einer Gesamtbilanz von sechs Siegen, vier Niederlagen und einem Unentschieden erstmals ein positives Ergebnis in der MAC. In den folgenden sieben Saisons blieben trotz mehrerer Trainerwechsel größere Erfolge aus.
1963 übernahm Frank Lauterbur die Rockets, konnte allerdings in seinen ersten vier Saisons in Toledo mit nur fünf Conference-Siegen ebenfalls keine großen Erfolge vorweisen. 1967 änderte sich dies jedoch, als die Rockets mit neun Siegen in zehn Spielen, davon fünf Siege in den sechs Conference-Spielen, ihren ersten MAC-Titel gewannen. Im folgenden Jahr kehrten die Rockets mit einer 5-4-1-Bilanz jedoch wieder ins Mittelmaß zurück.

### Siegesserie und die 1970er und 1980er (1969–1989)
Von 1969 bis 1971 konnten die Rockets die zweitlängste Siegesserie der modernen Ära des College Footballs erzielen, als sie in drei aufeinanderfolgenden Saisons ohne Niederlage und ohne Unentschieden blieben. 1969 waren die Rockets dominant und gewannen alle ihre elf Spiele. Sie konnten 385 Punkte erzielen, ließen aber selbst nur 160 Punkte zu. Die Defense konnte die Anzahl der gegnerischen erlaufenen Touchdowns mit insgesamt acht auf unter einem pro Spiel halten. Die Leistungen wurden mit der ersten Einladung zu einem Bowl-Spiel belohnt.
Im Tangerine Bowl besiegten die Rockets Davidson, der Sieger der Southern Conference, mit 56:33. Im AP Poll wurden die Rockets zudem auf Platz 20 gelistet. 1970 blieben sie über zwölf Spiele unbesiegt. Neben dem zweiten Conferencetitel erhielten sie erneut eine Einladung zum Tangerine Bowl um gegen den Meister der Southern Conference zu spielen. Dort gewannen sie mit 40:12 gegen William & Marry,
was sie mit der Listung auf Platz im AP Poll niederschlug. Die Rockets, deren Defense nur 7,3 Punkte pro Spiel zuließ,
stellten aufgrund ihrer Dominanz auch sechs Defense- und fünf Offense-Spieler im First-Team All-MAC.
1971 übernahm Jack Murphy das Amt des Head Coaches. In seiner ersten Saison führte er die Siegesserie fort und konnte alle zwölf Spiele gewinnen. Die Mannschaft konnte erneut ihre Gegner ausspielen, da sie 383 Punkte erzielte, aber nur 96 Punkte zuließ. Die im AP Poll auf Platz 14 stehenden Rockets erhielten neben dem MAC-Titel erneut eine Einladung zum Tangerine Bowl,
wo sie die Richmond Spiders mit 28:3 besiegten. Quarterback Chuck Ealey, der die Offense während der Siegesserie maßgeblich prägte, erhielt zum dritten Mal nacheinander die Auszeichnung des MAC Back of the Year und wurde Achter bei der Wahl für die Heisman Trophy, während Defensive Tackle Mel Long zum ersten Consensus All-American der Rockets gewählt wurde. Zwar konnte mit Ealeys Nachfolger Gene Swick, der von 1973 bis 1975 für die Rockets spielte, ein Quarterback aufgeboten werden, der fast alle Schulrekorde und einige NCAA-Rekorde im Passspiel aufstellte, dennoch waren nach diesem Triumph die Rockets nicht mehr erfolgreich. Murphy musste nach schlechten Leistungen 1976 seinen Posten räumen und Chuck Stobart übernahm. Dieser führte sie 1981 in seiner letzten Saison erneut zu einem Conferencetitel, woraufhin die Rockets in den California Bowl eingeladen wurden. Dort besiegten sie San José State mit 27:25. Im Anschluss übernahm Dan Simrell die Teamleitung und führte sie 1984 zum nächsten Conferencetitel. Die Rockets durften daraufhin erneut im California Bowl spielen, wo sie der UNLV mit 13:30 unterlagen. Der Sieg wurde der UNLV jedoch später aberkannt, da diese nicht spielberechtigte Spieler einsetzte. Simrell verließ Toledo nach der Saison 1989.

### 1990er und 2000er (1990–2010)

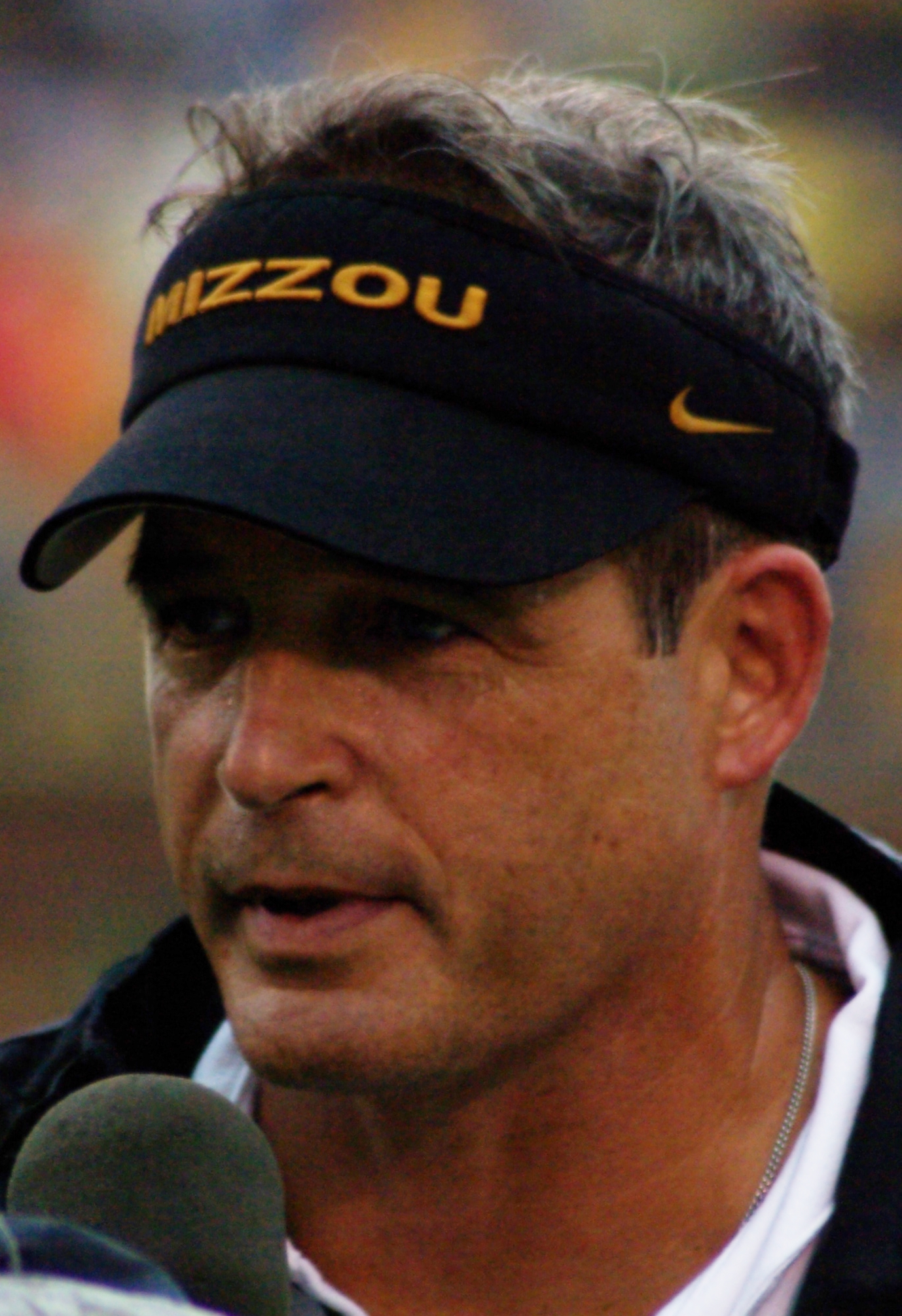
Gary Pinkel trainierte die Mannschaft von Toledo zwischen 1991 und 2000.

Für die Saison 1990 wurde Nick Saban Head Coach. Er erzielte neun Siege bei zwei Niederlagen, was für eine geteilte Meisterschaft in der MAC ausreichte. Saban verließ die Rockets nach nur einer Saison in Richtung Cleveland Browns, weshalb Gary Pinkel Cheftrainer der Rockets wurde. Nach vier mäßigen Saisons führte er die Rockets 1995 zum nächsten MAC-Titel. In zwölf Spielen blieben die Rockets ungeschlagen, nur ein Unentschieden hinderte sie an einer Perfect Season. Die Rockets erhielten daraufhin eine Einladung zum Las Vegas Bowl 1995, wo sie im ersten Overtimespiel in der Geschichte der Division I-A Nevada mit 40:37 besiegten. Pinkel führte die Rockets zu Divisiontiteln in den Saisons 1997, 1998 und 2000 (1997 wurde die MAC in zwei Divisionen aufgeteilt). 1997 und 1998 durften sie im neu eingeführten MAC Football Championship Game gegen die Marshall Thundering Herd spielen, verloren jedoch beide Male. Nach der Saison 2000 verließ Pinkel die Rockets um Head Coach von Missouri zu werden.
Tom Amstutz übernahm daraufhin diese Rolle und führte sie bereits beim ersten Versuch zum nächsten Conferencetitel. Im abschließenden Motor City Bowl besiegten sie Cincinnati mit 23:16. 2002 gewannen sie erneut die Division, verloren im Motor City Bowl jedoch gegen Boston College. 2003 besiegten die Rockets #9 Pittsburgh mit 35:31, was bis heute der höchstplatzierte Gegner war, der geschlagen werden konnte. 2004 und 2005 wurde Toledo Ko-Divisionsieger. 2004 unterlagen sie gegen Cincinnati mit 10:39, ehe sie 2005 UTEP mit 45:13 im GMAC Bowl schlugen. Es folgten drei schlechte Saisons. 2008 besiegten die Rockets die University of Michigan mit 13:10 vor 107.267 Zuschauern in Ann Arbor. Damit waren sie das erste Team der MAC, welches Michigan schlagen konnte. 2009 wurde deshalb Tim Beckman Head Coach. Nach einer 5-7-Saison folgte 2010 eine 8-5-Saison, welche mit einer Niederlage gegen Florida International im Little Caesars Pizza Bowl endete.

### Die 2010er (seit 2011)
2011 gewannen die Rockets die Co-Meisterschaft der MAC West. Nachdem Beckman Toledo in Richtung Illinois verlassen hatte, wurde Matt Campbell neuer Head Coach und führte sie im Military Bowl zu einem 42:41-Sieg gegen das Team der Air Force. 2012 und 2013 wurden die Rockets zweiter beziehungsweise dritter ihrer Division. 2012 verloren sie mit 15:41 gegen Utah State im Famous Idaho Potato Bowl, 2013 erhielten sie trotz Bowlberechtigung keine Einladung. 2014 gelang ihnen erneut der Co-Divisionsieg, eine Niederlage gegen NIU verwehrte ihnen jedoch die Teilnahme am Championship Game. Im GoDaddy Bowl besiegten sie später Arkansas State mit 63:44. In der Regular Season 2015 konnten die Rockets neun ihrer elf Spiele siegreich beenden. Nachdem Matt Campbell zu den Iowa State Cyclones wechselte, wurde der vorherige Offensive Coordinator Jason Candle zum neuen Head Coach ernannt. Sein erstes Spiel als Head Coch war deshalb noch das Bowl-Spiel der Rockets. Die Rockets spielten im Boca Raton Bowl, indem sie die Temple Owls 32:17 besiegten.
Die Saison 2016 konnte mit einer 9-4-Bilanz abgeschlossen werden. Die Rockets waren erneut Bowl-berechtigt und akzeptierten eine Einladung für den Camellia Bowl. Das Spiel endete mit einer 28:31-Niederlage gegen die Appalachian State Mountaineers. Die Saison war durch starke Offense-Leistungen geprägt. Mit 529,8 Yards pro Spiel wurde ein neuer Teamrekord aufgestellt. Quarterback Logan Woodside führte die Nation in geworfenen Touchdowns an, es wurden mehrere Individual-Saisonbestleistungen erzielt und Runningback Kareem Hunt brach im Bowl-Spiel den Teamrekord für erlaufene Yards in der Karriere. 2017 gelangten die Rockets dank einer 10-2-Bilanz (7-1 MAC) erstmals seit 2004 ins MAC Championship Game und gewannen erstmals seit 1998 ungeteilt die West Division. Im MAC Football Championship Game 2017 schlugen sie schließlich mit 45:28 die Akron Zips und gewannen damit die Conference. Im anschließenden Dollar General Bowl verloren sie mit 0:34 erneut gegen Appalachian State.

## Rivalitäten
Aufgrund der räumlichen Nähe Toledos zu Bowling Green entwickelte sich zwischen den Footballteams der ansässigen Universitäten eine Rivalität.

## Personen

### Trainer

#### Head Coaches
| Name             | Zeitraum  | Spiele | Siege | Niederlagen | Unentschieden | Siegquote |
| ---------------- | --------- | ------ | ----- | ----------- | ------------- | --------- |
| John Brandeberry | 1917      | 3      | 0     | 3           | 0             | .000      |
| James Baxter     | 1918      | 2      | 1     | 1           | 0             | .500      |
| Walt Hobt        | 1919–1920 | 9      | 2     | 7           | 0             | .222      |
| James Dwyer      | 1921–1925 | 39     | 17    | 22          | 0             | .436      |
| Boni Petcoff     | 1926–1929 | 29     | 13    | 15          | 1             | .466      |
| Jim Nicholson    | 1930–1935 | 40     | 20    | 16          | 4             | .550      |
| Clarence Spears  | 1936–1942 | 66     | 38    | 26          | 2             | .591      |
| Bill Orwig       | 1946–1947 | 21     | 16    | 4           | 1             | .786      |
| Skip Stahley     | 1948–1949 | 21     | 11    | 10          | 0             | .524      |
| Robert Snyder    | 1950      | 9      | 4     | 5           | 0             | .444      |
| Don Greenwood    | 1951      | 7      | 4     | 3           | 0             | .571      |
| Clair Dunn       | 1951–1953 | 21     | 9     | 12          | 0             | .429      |
| Forrest England  | 1954–1955 | 18     | 9     | 7           | 2             | .555      |
| Jack Morton      | 1956      | 9      | 1     | 7           | 1             | .167      |
| Harry Larche     | 1957–1959 | 27     | 11    | 15          | 1             | .426      |
| Clive Rush       | 1960–1962 | 28     | 8     | 20          | 0             | .286      |
| Frank Lauterbur  | 1963–1970 | 82     | 48    | 32          | 2             | .598      |
| John Murphy      | 1971–1976 | 67     | 35    | 32          | 0             | .522      |
| Chuck Stobart    | 1977–1981 | 56     | 24    | 31          | 1             | .438      |
| Dan Simrell      | 1982–1989 | 89     | 49    | 38          | 2             | .562      |
| Nick Saban       | 1990      | 11     | 9     | 2           | 0             | .818      |
| Gary Pinkel      | 1991–2000 | 113    | 73    | 37          | 3             | .659      |
| Tom Amstutz      | 2001–2008 | 99     | 58    | 41          | 0             | .586      |
| Tim Beckman      | 2009–2011 | 37     | 21    | 16          | 0             | .568      |
| Matt Campbell    | 2011–2015 | 50     | 35    | 15          | 0             | .700      |
| Jason Candle     | 2015–     | 86     | 54    | 32          | 0             | .627      |

### Spieler

#### Individuelle Auszeichnungen

##### Consensus All-American
Bislang wurden zwei Rockets zum Consensus All-American gewählt.
| Jahr | Spieler   | Position          | First Team All-American                        |
| ---- | --------- | ----------------- | ---------------------------------------------- |
| 1971 | Mel Long  | Defensive Lineman | AP, UPI, NEA, FWAA                             |
| 2010 | Eric Page | All-Purpose       | Sporting News, Walter Camp Football Foundation |

##### Nationale Preise
Bislang gewannen drei Spieler während ihrer Zeit bei den Rockets nationale Preise.
| Jahr | Name            | Preis                                 | Vergeber                                |
| ---- | --------------- | ------------------------------------- | --------------------------------------- |
| 1975 | Gene Swick      | Sammy Baugh Trophy                    | Touchdown Club of Columbus              |
| 2002 | William Bratton | Courage Award                         | Football Writers Association of America |
| 2010 | Eric Page       | National Kickoff Returner of the Year | College Football Performance Awards     |

##### Zurückgezogene Trikotnummern
Die Rockets haben bislang vier Rückennummern gesperrt.
| Nummer | Spieler      | Position         |
| ------ | ------------ | ---------------- |
| 16     | Chuck Ealey  | Quarterback      |
| 18     | Gene Swick   | Quarterback      |
| 77     | Mel Long     | Defensive Tackle |
| 82     | Mel Triplett | Runningback      |

##### Rockets in der College Football Hall Of Fame
Es wurden bislang drei Spieler und ein Trainer der Toledo Rockets in die College Football Hall of Fame aufgenommen. (Stand 2022)
| Jahr der Aufnahme | Spieler      | Position         | Jahre bei den Rockets |
| ----------------- | ------------ | ---------------- | --------------------- |
| 1965              | Merle Gulick | Quarterback      | 1924–1925             |
| 1998              | Mel Long     | Defensive Tackle | 1969–1971             |
| 2022              | Chuck Ealey  | Quarterback      | 1969–1971             |
| 2022              | Gary Pinkel  | Head Coach       | 1991–2000             |

#### Rockets im Profifootball
Die folgenden Spieler spielten in mindestens einem Spiel oder befinden sich derzeit in einem aktiven Kader eines Teams der National Football League (NFL) (Stand: 22. Juli 2020), American Football League (AFL), Canadian Football League (CFL), Arena Football League (AFL), NFL Europe (NFLE), World Football League (WFL), XFL (2020), XFL (2001) oder United States Football League (USFL) (Stand: 22. Mai 2020).
| Spieler             | Liga | Team(s)                   | Zeitraum             |
| ------------------- | ---- | ------------------------- | -------------------- |
| Rod Achter          | CFL  | Ottawa Rough Riders       | 1984                 |
| Olasunkanmi Adeniyi | NFL  | Pittsburgh Steelers       | seit 2018            |
| Darren Anderson     | NFL  | New England Patriots      | 1992                 |
| Darren Anderson     | NFL  | Tampa Bay Buccaneers      | 1992–1993            |
| Darren Anderson     | NFL  | Kansas City Chiefs        | 1994–1997            |
| Darren Anderson     | NFL  | Atlanta Falcons           | 1998                 |
| Bob Beemer          | NFL  | Detroit Lions             | 1997                 |
| J. P. Bekasiak      | CFL  | Hamilton Tiger-Cats       | 2007–2008            |
| J. P. Bekasiak      | CFL  | Montreal Alouettes        | 2009–2012            |
| Tom Beutler         | NFL  | Cleveland Browns          | 1970                 |
| Tom Beutler         | NFL  | Baltimore Colts           | 1971                 |
| Tom Beutler         | WFL  | Memphis Southmen          | 1974                 |
| Patrick Body        | NFL  | Cincinnati Bengals        | 2005                 |
| Tavares Bolden      | CFL  | Montreal Alouettes        | 2002–2004            |
| Tommie Boyd         | NFL  | Detroit Lions             | 1997–1998            |
| Bob Branyan         | CFL  | Calgary Stampeders        | 1953                 |
| Tyrone Brown        | NFL  | Atlanta Falcons           | 1995–1996            |
| Tyrone Brown        | CFL  | Toronto Argonauts         | 1999–2001            |
| Fabian Burke        | CFL  | Edmonton Eskimos          | 2001–2004            |
| Fabian Burke        | CFL  | BC Lions                  | 2004                 |
| Ruben Carter        | CFL  | Montreal Alouettes        | 2018                 |
| Barry Church        | NFL  | Dallas Cowboys            | 2010–2016            |
| Barry Church        | NFL  | Jacksonville Jaguars      | 2017–2018            |
| Dexter Clark        | NFL  | Detroit Lions             | 1987                 |
| Emerson Cole        | NFL  | Cleveland Browns          | 1950–1952            |
| Emerson Cole        | NFL  | Chicago Bears             | 1953                 |
| Gene Cook           | NFL  | Detroit Lions             | 1959                 |
| Chuck Ealey         | CFL  | Hamilton Tiger-Cats       | 1972–1974            |
| Chuck Ealey         | CFL  | Winnipeg Blue Bombers     | 1974–1975            |
| Chuck Ealey         | CFL  | Toronto Argonauts         | 1975–1978            |
| Jayrone Elliott     | NFL  | Green Bay Packers         | 2014–2016            |
| Jayrone Elliott     | NFL  | Dallas Cowboys            | 2017                 |
| Jayrone Elliott     | NFL  | Pittsburgh Steelers       | seit 2019            |
| Paul Elzey          | NFL  | Cincinnati Bengals        | 1968                 |
| Jerry Evans         | NFL  | Denver Broncos            | 1993–1995            |
| T. J. Fatinikun     | NFL  | Tampa Bay Buccaneers      | 2014–2015            |
| David Fluellen      | NFL  | Tennessee Titans          | 2015–2019            |
| Carl Ford           | NFL  | Chicago Bears             | 2005                 |
| Todd France         | NFL  | Tampa Bay Buccaneers      | 2005                 |
| Todd France         | NFL  | Philadelphia Eagles       | 2005                 |
| Mace Freeman        | CFL  | Hamilton Tiger-Cats       | 1999–2002            |
| Phil Gibson         | CFL  | Montreal Alouettes        | 2002–2003            |
| Phil Gibson         | CFL  | Saskatchewan Roughriders  | 2003–2004            |
| Reggie Gilliam      | NFL  | Buffalo Bills             | seit 2020            |
| Marcus Goodwin      | AFL  | Cleveland Thunderbolts    | 1994                 |
| Dejuan Goulde       | AFL  | Ohio Valley Greyhounds    | 2002                 |
| Dejuan Goulde       | AFL  | Cape Fear Wildcats        | 2003                 |
| Bruce Gradkowski    | NFL  | Tampa Bay Buccaneers      | 2006–2007            |
| Bruce Gradkowski    | NFL  | Cleveland Browns          | 2008                 |
| Bruce Gradkowski    | NFL  | Oakland Raiders           | 2009–2010            |
| Bruce Gradkowski    | NFL  | Cincinnati Bengals        | 2011–2012            |
| Bruce Gradkowski    | NFL  | Pittsburgh Steelers       | 2013–2016            |
| Jim Gray            | AFL  | New York Jets             | 1966                 |
| Jim Gray            | NFL  | Philadelphia Eagles       | 1967                 |
| John Greco          | NFL  | St. Louis Rams            | 2008–2010            |
| John Greco          | NFL  | Cleveland Browns          | 2011–2016            |
| John Greco          | NFL  | New York Giants           | 2017–2018            |
| Lyle Green          | CFL  | BC Lions                  | 2001–2008            |
| Lyle Green          | CFL  | Calgary Stampeders        | 2011                 |
| Donta’Greene        | CFL  | Montreal Alouettes        | 2003                 |
| Sameer Hamood       | AFL  | Peoria Pirates            | 2004                 |
| Andrew Hawkins      | NFL  | Cincinnati Bengals        | 2011–2013            |
| Andrew Hawkins      | NFL  | Cleveland Browns          | 2014–2016            |
| Tony Harris         | NFL  | San Francisco 49ers       | 1971                 |
| Raymond Hayes       | AFL  | New York Jets             | 1968                 |
| Brandon Hefflin     | AFL  | Columbus Destroyers       | 2005–2007            |
| Brandon Hefflin     | AFL  | Cleveland Gladiators      | 2008                 |
| Brandon Hefflin     | AFL  | Tampa Bay Storm           | 2010                 |
| Tyrrell Herbert     | AFL  | Pittsburgh Power          | 2011                 |
| Kelly Herndon       | NFLE | Barcelona Dragons         | 2000                 |
| Kelly Herndon       | XFL  | Las Vegas Outlaws         | 2001                 |
| Kelly Herndon       | NFL  | Denver Broncos            | 2002–2004            |
| Kelly Herndon       | NFL  | Seattle Seahawks          | 2005–2006            |
| Kelly Herndon       | NFL  | Tennessee Titans          | 2007                 |
| Treyvon Hester      | NFL  | Oakland Raiders           | 2017                 |
| Treyvon Hester      | NFL  | Philadelphia Eagles       | 2018                 |
| Treyvon Hester      | NFL  | Washington Redskins       | 2019                 |
| Treyvon Hester      | NFL  | Green Bay Packers         | 2020                 |
| Kenny Higgins       | AFL  | Memphis Xplorers          | 2004–2006            |
| Kenny Higgins       | AFL  | Nashville Kats            | 2007                 |
| Kenny Higgins       | AFL  | Grand Rapids Rampage      | 2008                 |
| Ka’dar Hollman      | NFL  | Green Bay Packers         | seit 2019            |
| Kareem Hunt         | NFL  | Kansas City Chiefs        | 2017–2018            |
| Kareem Hunt         | NFL  | Cleveland Browns          | seit 2019            |
| Tim Inglis          | NFL  | Cincinnati Bengals        | 1987–1988            |
| Jeff Jackson        | USFL | Michigan Panthers         | 1983                 |
| Jeff Jackson        | USFL | Oklahoma Outlaws          | 1984                 |
| Olanzo Jarrett      | CFL  | Edmonton Eskimos          | 2003–2004            |
| Curtis Johnson      | NFL  | Miami Dolphins            | 1970–1978            |
| Diontae Johnson     | NFL  | Pittsburgh Steelers       | seit 2019            |
| Jon’Vea Johnson     | NFL  | Dallas Cowboys            | seit 2019            |
| Brian Jones         | AFL  | Memphis Xplorers          | 2004–2006            |
| Brian Jones         | AFL  | Las Vegas Gladiators      | 2007–2008            |
| Brian Jones         | AFL  | Manchester Wolves         | 2008–2009            |
| Bryant Jones        | NFL  | Indianapolis Colts        | 1987                 |
| Nick Kaczur         | NFL  | New England Patriots      | 2005–2009            |
| Rick Kaser          | CFL  | BC Lions                  | 1957–1958            |
| Rick Kaser          | CFL  | Ottawa Rough Riders       | 1960                 |
| Mike Kennedy        | NFL  | Buffalo Bills             | 1983                 |
| Mike Kennedy        | NFL  | Houston Oilers            | 1984                 |
| Zac Kerin           | NFL  | Minnesota Vikings         | 2014–2016            |
| Zac Kerin           | NFL  | Detroit Lions             | 2017                 |
| Zac Kerin           | NFL  | Atlanta Falcons           | 2018                 |
| Zac Kerin           | NFL  | Washington Redskins       | 2018                 |
| Brett Kern          | NFL  | Denver Broncos            | 2008–2009            |
| Brett Kern          | NFL  | Tennessee Titans          | seit 2009            |
| Kevin Kowalski      | NFL  | Dallas Cowboys            | 2011–2012            |
| Jason Lamar         | CFL  | Hamilton Tiger-Cats       | 2001                 |
| Jason Lamar         | NFL  | Houston Texans            | 2002                 |
| Jason Lamar         | CFL  | Edmonton Eskimos          | 2003                 |
| Jason Lamar         | CFL  | Hamilton Tiger-Cats       | 2004                 |
| Tony Lee            | USFL | Pittsburgh Maulers        | 1984                 |
| George Linberger    | AFL  | Las Vegas Sting           | 1994                 |
| Mel Long, sr.       | NFL  | Cleveland Browns          | 1972–1974            |
| Mel Long, jr.       | CFL  | BC Lions                  | 2001                 |
| Mel Long, jr.       | AFL  | Mohegan/Manchester Wolves | 2003–2005            |
| Clarence Love       | NFL  | Philadelphia Eagles       | 1998                 |
| Clarence Love       | NFL  | Baltimore Ravens          | 2000                 |
| Clarence Love       | NFL  | Oakland Raiders           | 2002–2003            |
| Francis Maher       | NFL  | Cleveland Rams            | 1941                 |
| Francis Maher       | NFL  | Pittsburgh Steelers       | 1941                 |
| Antonio Malone      | NFLE | Rhein Fire                | 2007                 |
| Antonio Malone      | AFL  | Colorado Crush            | 2008                 |
| Antonio Malone      | AFL  | Utah Blaze                | 2010                 |
| Antonio Malone      | AFL  | Milwaukee Mustangs        | 2011                 |
| Antonio Malone      | AFL  | Philadelphia Soul         | 2011                 |
| Greg Mancz          | NFL  | Houston Texans            | seit 2015            |
| Phillipkeith Manley | NFL  | Atlanta Falcons           | 2012                 |
| Louis Marotti       | NFL  | Chicago Cardinals         | 1943–1945            |
| Vince Marrow        | NFL  | Buffalo Bills             | 1994                 |
| Andy McCollum       | AFL  | Milwaukee Mustangs        | 1994                 |
| Andy McCollum       | NFL  | New Orleans Saints        | 1995–1998            |
| Andy McCollum       | NFL  | St. Louis Rams            | 1999–2007            |
| Andy McCollum       | NFL  | Detroit Lions             | 2008                 |
| Darryl Meadows      | NFL  | Houston Oilers            | 1983–1984            |
| Kevin Meger         | AFL  | Cleveland Thunderbolts    | 1993                 |
| Rolan Milligan      | NFL  | Detroit Lions             | 2017                 |
| Rolan Milligan      | NFL  | Indianapolis Colts        | seit 2018            |
| Dan Molls           | CFL  | Hamilton Tiger-Cats       | 2014–2015            |
| Lance Moore         | NFL  | New Orleans Saints        | 2006–2013            |
| Lance Moore         | NFL  | Pittsburgh Steelers       | 2014                 |
| Lance Moore         | NFL  | Detroit Lions             | 2015                 |
| Nick Moore          | CFL  | BC Lions                  | 2011–2013            |
| Nick Moore          | CFL  | Winnipeg Blue Bombers     | 2014–2015            |
| Nick Moore          | CFL  | BC Lions                  | 2016–2017            |
| Ainsworth Morgan    | CFL  | Toronto Argonauts         | 1994–1995            |
| Steve Morgan        | USFL | Arizona Wranglers         | 1985                 |
| Roland Moss         | NFL  | Baltimore Colts           | 1969                 |
| Roland Moss         | NFL  | Buffalo Bills             | 1970                 |
| Roland Moss         | NFL  | San Diego Chargers        | 1970                 |
| Roland Moss         | NFL  | New England Patriots      | 1971                 |
| Ken Moyer           | NFL  | Cincinnati Bengals        | 1989–1994            |
| Elijah Nkansah      | NFL  | Seattle Seahawks          | 2018                 |
| Danny Noble         | NFL  | Tampa Bay Buccaneers      | 2012–2013            |
| Danny Noble         | NFL  | Jacksonville Jaguars      | 2013                 |
| Storm Norton        | NFL  | Detroit Lions             | 2017                 |
| Storm Norton        | NFL  | Minnesota Vikings         | 2017–2018            |
| Storm Norton        | NFL  | Los Angeles Chargers      | seit 2020            |
| Storm Norton        | XFL  | Los Angeles Wildcats      | 2020                 |
| Eric Page           | NFL  | Tampa Bay Buccaneers      | 2013                 |
| Gerry Palmer        | CFL  | Winnipeg Blue Bombers     | 1952–1953            |
| Gerry Palmer        | CFL  | BC Lions                  | 1954                 |
| Jalen Parmele       | NFL  | Baltimore Ravens          | 2008–2010            |
| Jalen Parmele       | NFL  | Jacksonville Jaguars      | 2012                 |
| Jalen Parmele       | NFL  | Tennessee Titans          | 2013                 |
| Jalen Parmele       | NFL  | Arizona Cardinals         | 2014                 |
| Jalen Parmele       | NFL  | Cleveland Browns          | 2015                 |
| Bernard Reedy       | NFL  | Atlanta Falcons           | 2014                 |
| Bernard Reedy       | NFL  | Tampa Bay Buccaneers      | 2016–2017, 2018      |
| Bernard Reedy       | NFL  | New England Patriots      | 2017                 |
| Jason Richards      | CFL  | Montreal Alouettes        | 1999–2003            |
| Dave Ridgway        | CFL  | Saskatchewan Roughriders  | 1982–1995            |
| Michael Roberts     | NFL  | Detroit Lions             | 2017–2018            |
| Jermaine Robinson   | CFL  | Ottawa Redblacks          | 2014–2016            |
| Jermaine Robinson   | CFL  | Hamilton Tiger-Cats       | 2016                 |
| Jermaine Robinson   | CFL  | Montreal Alouettes        | 2018                 |
| Kevin Rollins       | NFLE | Barcelona Dragons         | 2002                 |
| Tubby Roush         | NFL  | Toledo Maroons            | 1922                 |
| Alonzo Russell      | NFL  | New York Giants           | 2018                 |
| Alonzo Russell      | XFL  | St. Louis BattleHawks     | 2020                 |
| Chuck Sample        | NFL  | Green Bay Packers         | 1942, 1945           |
| Paul Sandor         | CFL  | Toronto Argonauts         | 1988                 |
| John Saunders       | NFL  | Buffalo Bills             | 1972                 |
| John Saunders       | NFL  | San Francisco 49ers       | 1974–1975            |
| John Schneider      | CFL  | Winnipeg Blue Bombers     | 1968–1969            |
| Ed Scrutchins       | NFL  | Houston Oilers            | 1966                 |
| Tuzar Skipper       | NFL  | Pittsburgh Steelers       | seit 2019            |
| Tuzar Skipper       | NFL  | New York Giants           | 2019                 |
| Marty Slovak        | NFL  | Cleveland Rams            | 1939–1941            |
| Kenny Stafford      | CFL  | Calgary Stampeders        | 2013                 |
| Kenny Stafford      | CFL  | Montreal Alouettes        | 2014                 |
| Kenny Stafford      | CFL  | Edmonton Eskimos          | 2015, 2017–2019      |
| Kenny Stafford      | CFL  | BC Lions                  | 2016                 |
| Kenny Stafford      | CFL  | Saskatchewan Roughriders  | seit 2020            |
| Chuck Stehno        | CFL  | Sarnia Imperials          | 1960                 |
| Derrick Summers     | CFL  | Toronto Argonauts         | 2012                 |
| Derrick Summers     | AFL  | Jacksonville Sharks       | 2011–2013            |
| Derrick Summers     | AFL  | Spokane Shock             | 2014–2015            |
| Derrick Summers     | AFL  | LA Kiss                   | 2016                 |
| Derrick Summers     | AFL  | Cleveland Gladiators      | 2017–2018            |
| Derrick Summers     | AFL  | Columbus Destroyers       | 2019                 |
| Junior Sylvestre    | NFL  | Indianapolis Colts        | 2015–2016            |
| Chester Taylor      | NFL  | Baltimore Ravens          | 2002–2005            |
| Chester Taylor      | NFL  | Minnesota Vikings         | 2006–2009            |
| Chester Taylor      | NFL  | Chicago Bears             | 2010                 |
| Chester Taylor      | NFL  | Arizona Cardinals         | 2011                 |
| Jim Thibert         | NFL  | Denver Broncos            | 1965                 |
| John Thomas         | NFL  | New York Jets             | 1987                 |
| Cody Thompson       | NFL  | Seattle Seahawks          | seit 2020            |
| Emlen Tunnell       | NFL  | New York Giants           | 1948–1958            |
| Emlen Tunnell       | NFL  | Green Bay Packers         | 1959–1961            |
| Mel Triplett        | NFL  | New York Giants           | 1955–1960            |
| Mel Triplett        | NFL  | Minnesota Vikings         | 1961–1962            |
| Mike Varajon        | NFL  | San Francisco 49ers       | 1987                 |
| Kenny Veal          | AFL  | Cleveland Gladiators      | 2015–2018            |
| Chris Wallace       | AFL  | Carolina Rhinos           | 2000                 |
| Chris Wallace       | AFL  | Orlando Predators         | 2001                 |
| Chris Wallace       | AFL  | Tennessee Valley Vipers   | 2002                 |
| Chris Wallace       | AFL  | Florida Firecats          | 2004–2009            |
| Chris Wallace       | AFL  | New Orleans Voodoo        | 2011                 |
| Chris Wallace       | AFL  | Pittsburgh Power          | 2011                 |
| Chris Wallace       | AFL  | Florida Tarpons           | 2012–2013, 2015–2018 |
| Chris Wallace       | AFL  | Marion Blue Racers        | 2014                 |
| Brant Weiss         | XFL  | Los Angeles Wildcats      | 2020                 |
| Brent Williams      | NFL  | New England Patriots      | 1986–1993            |
| Brent Williams      | NFL  | Seattle Seahawks          | 1994–1995            |
| Brent Williams      | NFL  | New York Jets             | 1996                 |
| Dan Williams        | NFL  | Denver Broncos            | 1993–1996            |
| Dan Williams        | NFL  | Kansas City Chiefs        | 1997–2000            |
| Stephen Williams    | NFL  | Arizona Cardinals         | 2010–2011            |
| Stephen Williams    | NFL  | Seattle Seahawks          | 2013                 |
| Stephen Williams    | NFL  | Jacksonville Jaguars      | 2013                 |
| Stephen Williams    | NFL  | Miami Dolphins            | 2014                 |
| Logan Woodside      | NFL  | Tennessee Titans          | seit 2019            |

#### All-Century Team
Zum 100-jährigen Jubiläum wurde 2017 ein All-Century Team gewählt. Die ersten zehn Plätze wurden durch Fans der Rockets gewählt, während die Plätze 11 bis 50 von einem Komitee aus Rockets-Historikern bestimmt wurden.
| #  | Spieler          | Position                             | Zeitraum  |
| -- | ---------------- | ------------------------------------ | --------- |
| 1  | Chuck Ealey      | Quarterback                          | 1969–71   |
| 2  | Bruce Gradkowski | Quarterback                          | 2002–05   |
| 3  | Chester Taylor   | Runningback                          | 1998–2001 |
| 4  | Mel Long Sr.     | Defensive Line                       | 1969–71   |
| 5  | Lance Moore      | Wide Receiver                        | 2001–04   |
| 6  | Barry Church     | Safety                               | 2006–09   |
| 7  | Kareem Hunt      | Runningback                          | 2013–16   |
| 8  | Mel Triplett     | Runningback                          | 1951–54   |
| 9  | Curtis Johnson   | Cornerback                           | 1967–69   |
| 10 | Gene Swick       | Quarterback                          | 1973–75   |
| 11 | Eric Page        | Wide Receiver/Return Specialist      | 2009–11   |
| 12 | Dan Williams     | Defensive Lineman                    | 1990–92   |
| 13 | Tom Beutler      | Linebacker                           | 1965–67   |
| 14 | Wasean Tait      | Runningback                          | 1993–98   |
| 15 | John Niezgoda    | Linebacker                           | 1969–71   |
| 16 | Nick Kaczur      | Offensive Lineman                    | 2001–04   |
| 17 | Emerson Cole     | Runningback                          | 1947–49   |
| 18 | Mike Kennedy     | Safety                               | 1977–81   |
| 19 | Dan Bukovich     | Offensive Lineman/Linebacker         | 1937–39   |
| 20 | John Greco       | Offensive Lineman                    | 2004–07   |
| 21 | Don Fair         | Wide Receiver                        | 1969–71   |
| 22 | Gib Stick        | Fullback                             | 1921–24   |
| 23 | Al Baker         | Tight End                            | 1969–71   |
| 24 | John Schneider   | Quarterback                          | 1965–67   |
| 25 | Casey McBeth     | Runningback                          | 1990–94   |
| 26 | Steve Schnitkey  | Defensive Lineman/Linebacker         | 1969–71   |
| 27 | Roland Moss      | Runningback                          | 1966–68   |
| 28 | Lee Pete         | Quarterback                          | 1936–39   |
| 29 | Richard Craig    | Runningback/Quarterback/Punter       | 1937–40   |
| 30 | Aaron Bivins     | Linebacker                           | 1974–77   |
| 31 | Brett Kern       | Punter                               | 2004–07   |
| 32 | Brent Williams   | Defensive Lineman                    | 1982–85   |
| 33 | Ryan Huzjak      | Quarterback                          | 1993–96   |
| 34 | Andy McCollum    | Offensive Lineman                    | 1989–92   |
| 35 | Gary Hinkson     | Cornerback                           | 1969–71   |
| 36 | Greg Mancz       | Offensive Lineman                    | 2011–14   |
| 37 | Harold McGuire   | Safety                               | 1983–86   |
| 38 | DeJuan Goulde    | Defensive End                        | 1997–2000 |
| 39 | David Fluellen   | Runningback                          | 2010–13   |
| 40 | Jim Gray         | Safety/Runningback                   | 1962–64   |
| 41 | Ken Moyer        | Offensive Lineman                    | 1985–88   |
| 42 | Myron Carman     | Center/Linebacker                    | 1946–49   |
| 43 | James Pierce     | Defensive Lineman/Offensive Lineman  | 1921–23   |
| 44 | Jeremiah Detmer  | Kicker                               | 2011–14   |
| 45 | Colin Westrich   | Offensive Lineman                    | 1996–99   |
| 46 | Adam Najarian    | Defensive Lineman/Offensive Llineman | 1932–34   |
| 47 | Mark Brandon     | Cornerback                           | 1981–84   |
| 48 | Dan Molls        | Linebacker                           | 2009–12   |
| 49 | Stephen Williams | Wide Receiver                        | 2006–09   |
| 50 | Michael Roberts  | Tight End                            | 2013–16   |

## Rockets in den Polls
| Saison | Datum    | Platzierung | Poll           |
| ------ | -------- | ----------- | -------------- |
| 1969   | 17. Nov. | #20         | AP             |
| 1969   | 24. Nov. | #20         | AP             |
| 1969   | 1. Dez.  | #20         | AP             |
| 1969   | 8. Dez.  | #20         | AP             |
| 1970   | 19. Okt. | #19T        | AP             |
| 1970   | 2. Nov.  | #15         | AP             |
| 1970   | 9. Nov.  | #16         | AP             |
| 1970   | 16. Nov. | #15         | AP             |
| 1970   | 23. Nov. | #15         | AP             |
| 1970   | 30. Nov. | #14         | AP             |
| 1970   | 7. Dez.  | #15         | AP             |
| 1970   | Final    | #12         | AP             |
| 1970   | Final    | #17T        | UPI            |
| 1971   | 20. Sep. | #19         | AP             |
| 1971   | 4. Okt.  | #20         | AP             |
| 1971   | 11. Okt. | #17         | AP             |
| 1971   | 18. Okt. | #14         | AP             |
| 1971   | 25. Okt. | #15         | AP             |
| 1971   | 1. Nov.  | #14         | AP             |
| 1971   | 8. Nov.  | #14         | AP             |
| 1971   | 15. Nov. | #13         | AP             |
| 1971   | 22. Nov. | #14         | AP             |
| 1971   | 29. Nov. | #13         | AP             |
| 1971   | 6. Dez.  | #14         | AP             |
| 1971   | Final    | #14         | AP             |
| 1971   | #13      | UPI         |                |
| 1995   | 21. Nov. | #25         | AP             |
| 1995   | 28. Nov. | #25         | AP             |
| 1995   | 5. Dez.  | #25         | AP             |
| 1995   | Final    | #24         | AP             |
| 1995   | Final    | #24         | USA Today/CNN  |
| 1997   | 20. Okt. | #24         | AP             |
| 1997   | 20. Okt. | #24         | USA Today/ESPN |
| 1997   | 27. Okt. | #22         | AP             |
| 1997   | 27. Okt. | #22         | USA Today/ESPN |
| 1997   | 2. Nov.  | #18         | AP             |
| 1997   | 2. Nov.  | #20         | USA Today/ESPN |
| 2000   | 26. Nov. | #25         | AP             |
| 2000   | 3. Dez.  | #25         | USA Today/ESPN |
| 2000   | 3. Dez.  | #25         | AP             |
| 2001   | 2. Dez.  | 25          |                |
| 2001   | 9. Dez.  | 25          |                |
| 2001   | Final    | #23         |                |
| 2001   | Final    | #22         | USA Today/ESPN |
| 2012   | 29. Okt. | #23         | AP             |
| 2015   | 4. Okt.  | #24         | AP             |
| 2015   | 11. Okt. | #25         | USA Today      |
| 2015   | 11. Okt. | #22         | AP             |
| 2015   | 18. Okt. | #20         | USA Today      |
| 2015   | 18. Okt. | #19         | AP             |
| 2015   | 25. Okt. | #20         | USA Today      |
| 2015   | 25. Okt. | #20         | AP             |
| 2015   | 1. Nov.  | #20         | USA Today      |
| 2015   | 1. Nov.  | #20         | AP             |
| 2015   | 1. Nov.  | #24         | CFP            |
| 2015   | 22. Nov. | #24         | AP             |
| 2015   | 22. Nov. | #24         | CFP            |

## Saisons und Spiele

### Saisons
Die Rockets nahmen seit 1969 an 19 Bowl-Spielen teil und konnten 10 davon gewinnen. Von ihren elf MAC-Titeln, waren zwei geteilte Meisterschaften und sechs ihrer acht zusätzlichen MAC-West-Siege waren Co-Divisionsmeisterschaften. Vor ihrem Beitritt zur MAC gewannen die Rockets zweimal die alleinige und eine geteilte Meisterschaft in der NWO.
Von 1946 bis 1949 trugen die Rockets den Glass Bowl in ihrem eigenen Stadion aus. Sie gewannen dreimal und verloren nur das letzte Spiel gegen die Cincinnati Bearcats.
| Jahr | Platzierung                                     | Regular Season                                  | Regular Season                                  | Regular Season                                  | Regular Season                                  | Regular Season                                  | Regular Season                                  | Post Season |
| Jahr | Platzierung                                     | Gesamt                                          | Gesamt                                          | Gesamt                                          | Conference                                      | Conference                                      | Conference                                      | Post Season |
| Jahr | Platzierung                                     | S                                               | N                                               | U                                               | S                                               | N                                               | U                                               | Post Season |
| ---- | ----------------------------------------------- | ----------------------------------------------- | ----------------------------------------------- | ----------------------------------------------- | ----------------------------------------------- | ----------------------------------------------- | ----------------------------------------------- | --- |
| 1917 | —                                               | 0                                               | 3                                               | 0                                               | —                                               | —                                               | —                                               | — |
| 1918 | —                                               | 1                                               | 1                                               | 0                                               | —                                               | —                                               | —                                               | — |
| 1919 | —                                               | 2                                               | 4                                               | 0                                               | —                                               | —                                               | —                                               | — |
| 1920 |                                                 | 0                                               | 3                                               | 0                                               | —                                               | —                                               | —                                               | — |
| 1921 |                                                 | 3                                               | 5                                               | 0                                               | —                                               | —                                               | —                                               | — |
| 1922 |                                                 | 2                                               | 2                                               | 3                                               | —                                               | —                                               | —                                               | — |
| 1923 | 1. NWO                                          | 6                                               | 4                                               | 0                                               | —                                               | —                                               | —                                               | — |
| 1924 |                                                 | 5                                               | 3                                               | 0                                               | —                                               | —                                               | —                                               | — |
| 1925 |                                                 | 1                                               | 8                                               | 0                                               | —                                               | —                                               | —                                               | — |
| 1926 |                                                 | 3                                               | 5                                               | 0                                               | —                                               | —                                               | —                                               | — |
| 1927 | 1. NWO                                          | 5                                               | 2                                               | 0                                               | —                                               | —                                               | —                                               | — |
| 1928 |                                                 | 1                                               | 6                                               | 0                                               | —                                               | —                                               | —                                               | — |
| 1929 | 1. NWO                                          | 4                                               | 2                                               | 1                                               | —                                               | —                                               | —                                               | — |
| 1930 |                                                 | 2                                               | 5                                               | 1                                               | —                                               | —                                               | —                                               | — |
| 1931 | kein Spielbetrieb – fehlende finanzielle Mittel | kein Spielbetrieb – fehlende finanzielle Mittel | kein Spielbetrieb – fehlende finanzielle Mittel | kein Spielbetrieb – fehlende finanzielle Mittel | kein Spielbetrieb – fehlende finanzielle Mittel | kein Spielbetrieb – fehlende finanzielle Mittel | kein Spielbetrieb – fehlende finanzielle Mittel | kein Spielbetrieb – fehlende finanzielle Mittel                                                                                              |
| 1932 | 5. OAC                                          | 3                                               | 4                                               | 0                                               | 3                                               | 1                                               | 0                                               | — |
| 1933 | 7. OAC                                          | 4                                               | 2                                               | 2                                               | 3                                               | 2                                               | 1                                               | — |
| 1934 | 4. OAC                                          | 5                                               | 3                                               | 0                                               | 4                                               | 1                                               | 0                                               | — |
| 1935 | 3. OAC                                          | 6                                               | 2                                               | 1                                               | 3                                               | 1                                               | 0                                               | — |
| 1936 | 7. OAC                                          | 2                                               | 6                                               | 0                                               | 2                                               | 1                                               | 0                                               | — |
| 1937 | —                                               | 6                                               | 3                                               | 0                                               | Did not finish                                  | Did not finish                                  | Did not finish                                  | — |
| 1938 | 10. OAC                                         | 6                                               | 3                                               | 1                                               | 0                                               | 0                                               | 1                                               | — |
| 1939 | 2. OAC                                          | 7                                               | 3                                               | 0                                               | 1                                               | 0                                               | 0                                               | — |
| 1940 | 9. OAC                                          | 6                                               | 3                                               | 0                                               | 1                                               | 1                                               | 0                                               | — |
| 1941 | 3. OAC                                          | 7                                               | 4                                               | 0                                               | 2                                               | 0                                               | 0                                               | — |
| 1942 | 4. OAC                                          | 4                                               | 4                                               | 1                                               | 1                                               | 0                                               | 1                                               | — |
| 1943 | kein Spielbetrieb – Zweiter Weltkrieg           | kein Spielbetrieb – Zweiter Weltkrieg           | kein Spielbetrieb – Zweiter Weltkrieg           | kein Spielbetrieb – Zweiter Weltkrieg           | kein Spielbetrieb – Zweiter Weltkrieg           | kein Spielbetrieb – Zweiter Weltkrieg           | kein Spielbetrieb – Zweiter Weltkrieg           | kein Spielbetrieb – Zweiter Weltkrieg |
| 1944 | kein Spielbetrieb – Zweiter Weltkrieg           | kein Spielbetrieb – Zweiter Weltkrieg           | kein Spielbetrieb – Zweiter Weltkrieg           | kein Spielbetrieb – Zweiter Weltkrieg           | kein Spielbetrieb – Zweiter Weltkrieg           | kein Spielbetrieb – Zweiter Weltkrieg           | kein Spielbetrieb – Zweiter Weltkrieg           | kein Spielbetrieb – Zweiter Weltkrieg |
| 1945 | kein Spielbetrieb – Zweiter Weltkrieg           | kein Spielbetrieb – Zweiter Weltkrieg           | kein Spielbetrieb – Zweiter Weltkrieg           | kein Spielbetrieb – Zweiter Weltkrieg           | kein Spielbetrieb – Zweiter Weltkrieg           | kein Spielbetrieb – Zweiter Weltkrieg           | kein Spielbetrieb – Zweiter Weltkrieg           | kein Spielbetrieb – Zweiter Weltkrieg |
| 1946 | 2. OAC                                          | 6                                               | 2                                               | 2                                               | 3                                               | 0                                               | 0                                               | — |
| 1947 | 5. OAC                                          | 9                                               | 2                                               | 0                                               | 2                                               | 1                                               | 0                                               | — |
| 1948 | —                                               | 5                                               | 6                                               | 0                                               | —                                               | —                                               | —                                               | — |
| 1949 | —                                               | 6                                               | 4                                               | 0                                               | —                                               | —                                               | —                                               | — |
| 1950 | —                                               | 4                                               | 5                                               | 0                                               | —                                               | —                                               | —                                               | — |
| 1951 | —                                               | 6                                               | 4                                               | 0                                               | —                                               | —                                               | —                                               | — |
| 1952 | 6. MAC                                          | 4                                               | 5                                               | 0                                               | 1                                               | 4                                               | 0                                               | — |
| 1953 | 4. MAC                                          | 3                                               | 6                                               | 0                                               | 2                                               | 3                                               | 0                                               | — |
| 1954 | 4. MAC                                          | 6                                               | 2                                               | 1                                               | 3                                               | 2                                               | 0                                               | — |
| 1955 | 5. MAC                                          | 3                                               | 5                                               | 1                                               | 2                                               | 4                                               | 0                                               | — |
| 1956 | 7. MAC                                          | 1                                               | 7                                               | 1                                               | 1                                               | 5                                               | 0                                               | — |
| 1957 | 4. MAC                                          | 5                                               | 4                                               | 0                                               | 3                                               | 2                                               | 0                                               | — |
| 1958 | 6. MAC                                          | 4                                               | 5                                               | 0                                               | 1                                               | 4                                               | 0                                               | — |
| 1959 | 7. MAC                                          | 2                                               | 6                                               | 1                                               | 0                                               | 6                                               | 0                                               | — |
| 1960 | 7. MAC                                          | 2                                               | 7                                               | 0                                               | 0                                               | 6                                               | 0                                               | — |
| 1961 | 5. MAC                                          | 3                                               | 7                                               | 0                                               | 2                                               | 4                                               | 0                                               | — |
| 1962 | 6. MAC                                          | 3                                               | 6                                               | 0                                               | 1                                               | 5                                               | 0                                               | — |
| 1963 | 6. MAC                                          | 2                                               | 7                                               | 0                                               | 1                                               | 5                                               | 0                                               | — |
| 1964 | 5. MAC                                          | 2                                               | 8                                               | 0                                               | 1                                               | 5                                               | 0                                               | — |
| 1965 | 7. MAC                                          | 5                                               | 5                                               | 0                                               | 2                                               | 4                                               | 0                                               | — |
| 1966 | 6. MAC                                          | 2                                               | 7                                               | 1                                               | 1                                               | 5                                               | 0                                               | — |
| 1967 | 1. MAC                                          | 9                                               | 1                                               | 0                                               | 5                                               | 1                                               | 0                                               | — |
| 1968 | 3. MAC                                          | 5                                               | 4                                               | 1                                               | 3                                               | 2                                               | 1                                               | — |
| 1969 | 1. MAC                                          | 11                                              | 0                                               | 0                                               | 5                                               | 0                                               | 0                                               | 56:33-Sieg gegen Davidson Wildcats im Tangerine Bowl                                                                                         |
| 1970 | 1. MAC                                          | 12                                              | 0                                               | 0                                               | 5                                               | 0                                               | 0                                               | 40:12-Sieg gegen William & Mary Indians im Tangerine Bowl                                                                                    |
| 1971 | 1. MAC                                          | 12                                              | 0                                               | 0                                               | 5                                               | 0                                               | 0                                               | 38:3-Sieg gegen Richmond Spiders im Tangerine Bowl                                                                                           |
| 1972 | 4. MAC                                          | 6                                               | 5                                               | 0                                               | 2                                               | 3                                               | 0                                               | — |
| 1973 | 5. MAC                                          | 3                                               | 8                                               | 0                                               | 1                                               | 4                                               | 0                                               | — |
| 1974 | 2. MAC                                          | 6                                               | 5                                               | 0                                               | 3                                               | 2                                               | 0                                               | — |
| 1975 | 5. MAC                                          | 5                                               | 6                                               | 0                                               | 4                                               | 4                                               | 0                                               | — |
| 1976 | 7. MAC                                          | 3                                               | 8                                               | 0                                               | 2                                               | 6                                               | 0                                               | — |
| 1977 | 9. MAC                                          | 2                                               | 9                                               | 0                                               | 2                                               | 7                                               | 0                                               | — |
| 1978 | 9. MAC                                          | 2                                               | 9                                               | 0                                               | 2                                               | 7                                               | 0                                               | — |
| 1979 | 2. MAC                                          | 7                                               | 3                                               | 1                                               | 7                                               | 1                                               | 1                                               | — |
| 1980 | 8. MAC                                          | 4                                               | 7                                               | 0                                               | 3                                               | 6                                               | 0                                               | — |
| 1981 | 1. MAC                                          | 9                                               | 3                                               | 0                                               | 8                                               | 1                                               | 0                                               | 27:25-Sieg gegen San José State Spartans im California Bowl                                                                                  |
| 1982 | 5. MAC                                          | 6                                               | 5                                               | 0                                               | 5                                               | 4                                               | 0                                               | — |
| 1983 | 2. MAC                                          | 9                                               | 2                                               | 0                                               | 7                                               | 2                                               | 0                                               | — |
| 1984 | 1. MAC                                          | 9                                               | 2                                               | 1                                               | 7                                               | 1                                               | 1                                               | 13:30-Niederlage 1 gegen UNLV Rebels im California Bowl                                                                                      |
| 1985 | 6. MAC                                          | 4                                               | 7                                               | 0                                               | 3                                               | 6                                               | 0                                               | — |
| 1986 | 2. MAC                                          | 7                                               | 4                                               | 0                                               | 5                                               | 3                                               | 0                                               | — |
| 1987 | 6. MAC                                          | 3                                               | 7                                               | 1                                               | 3                                               | 4                                               | 1                                               | — |
| 1988 | 6. MAC                                          | 6                                               | 5                                               | 0                                               | 4                                               | 4                                               | 0                                               | — |
| 1989 | 2. MAC                                          | 6                                               | 5                                               | 0                                               | 6                                               | 2                                               | 0                                               | — |
| 1990 | 1. MAC                                          | 9                                               | 2                                               | 0                                               | 7                                               | 1                                               | 0                                               | — |
| 1991 | 3. MAC                                          | 5                                               | 5                                               | 1                                               | 4                                               | 3                                               | 1                                               | — |
| 1992 | 3. MAC                                          | 8                                               | 3                                               | 0                                               | 5                                               | 3                                               | 0                                               | — |
| 1993 | 7. MAC                                          | 4                                               | 7                                               | 0                                               | 3                                               | 5                                               | 0                                               | — |
| 1994 | 6. MAC                                          | 6                                               | 4                                               | 1                                               | 4                                               | 3                                               | 1                                               | — |
| 1995 | 1. MAC                                          | 11                                              | 0                                               | 1                                               | 7                                               | 0                                               | 1                                               | 40:37-OT-Sieg gegen Nevada Wolf Pack im Las Vegas Bowl                                                                                       |
| 1996 | 2. MAC                                          | 7                                               | 4                                               | 0                                               | 6                                               | 2                                               | 0                                               | — |
| 1997 | 1. MAC West                                     | 9                                               | 3                                               | 0                                               | 7                                               | 1                                               | 0                                               | 14:34-Niederlage gegen Marshall Thundering Herd im MAC Football Championship                                                                 |
| 1998 | 1. MAC West                                     | 7                                               | 5                                               | 0                                               | 6                                               | 2                                               | 0                                               | 17:23-Niederlage gegen Marshall Thundering Herd im MAC Football Championship                                                                 |
| 1999 | 2. MAC West                                     | 6                                               | 5                                               | 0                                               | 5                                               | 3                                               | 0                                               | — |
| 2000 | 1. MAC West                                     | 10                                              | 1                                               | 0                                               | 6                                               | 0                                               | 1                                               | — |
| 2001 | 1. MAC West                                     | 10                                              | 2                                               | 0                                               | 5                                               | 2                                               | 1                                               | 41:36-Sieg gegen Marshall Thundering Herd im MAC Football Championship 32:16-Sieg gegen Cincinnati Bearcats im Motor City Bowl               |
| 2002 | 1. MAC West                                     | 9                                               | 5                                               | 0                                               | 7                                               | 1                                               | 0                                               | 45:49-Niederlage gegen Marshall Thundering Herd im MAC Football Championship 25:51-Niederlage gegen Boston College Eagles im Motor City Bowl |
| 2003 | 2. MAC West                                     | 8                                               | 4                                               | 0                                               | 6                                               | 2                                               | 0                                               | — |
| 2004 | 1. MAC West                                     | 9                                               | 4                                               | 0                                               | 7                                               | 1                                               | 0                                               | 35:27-Sieg gegen Miami RedHawks im MAC Football Championship 10:39-Niederlage gegen Connecticut Huskies im Motor City Bowl                   |
| 2005 | 1. MAC West                                     | 9                                               | 3                                               | 0                                               | 6                                               | 2                                               | 0                                               | 45:13-Sieg gegen UTEP Miners im GMAC Bowl |
| 2006 | 5. MAC West                                     | 5                                               | 7                                               | 0                                               | 3                                               | 5                                               | 0                                               | — |
| 2007 | 4. MAC West                                     | 5                                               | 7                                               | 0                                               | 3                                               | 5                                               | 0                                               | — |
| 2008 | 5. MAC West                                     | 3                                               | 9                                               | 0                                               | 2                                               | 7                                               | 0                                               | — |
| 2009 | 4. MAC West                                     | 5                                               | 7                                               | 0                                               | 3                                               | 5                                               | 0                                               | — |
| 2010 | 2. MAC West                                     | 8                                               | 5                                               | 0                                               | 7                                               | 1                                               | 0                                               | 32:34-Niederlage gegen FIU Panthers im Little Caesars Pizza Bowl                                                                             |
| 2011 | 1. MAC West                                     | 9                                               | 4                                               | 0                                               | 7                                               | 1                                               | 0                                               | 42:41-Sieg gegen Air Force Falcons im Military Bowl                                                                                          |
| 2012 | 2. MAC West                                     | 7                                               | 5                                               | 0                                               | 6                                               | 2                                               | 0                                               | 15:41-Niederlage gegen Utah State Aggies im Famous Idaho Potato Bowl                                                                         |
| 2013 | 3. MAC West                                     | 7                                               | 5                                               | 0                                               | 5                                               | 3                                               | 0                                               | — |
| 2014 | 1. MAC West                                     | 9                                               | 4                                               | 0                                               | 7                                               | 1                                               | 0                                               | 63:44-Sieg gegen Arkansas State Red Wolves im GoDaddy Bowl                                                                                   |
| 2015 | 1. MAC West                                     | 10                                              | 2                                               | 0                                               | 6                                               | 2                                               | 0                                               | 32:17-Sieg gegen Temple Owls im Boca Raton Bowl                                                                                              |
| 2016 | 2. MAC West                                     | 9                                               | 3                                               | 0                                               | 6                                               | 2                                               | 0                                               | 28:31-Niederlage gegen Appalachian State Mountaineers im Camellia Bowl                                                                       |
| 2017 | 1. MAC West                                     | 11                                              | 3                                               | 0                                               | 7                                               | 1                                               | 0                                               | 45:28-Sieg gegen Akron Zips im MAC Football Championship 0:34-Niederlage gegen Appalachian State Mountaineers im Dollar General Bowl         |
| 2018 | 2. MAC West                                     | 7                                               | 6                                               | 0                                               | 5                                               | 3                                               | 0                                               | 32:35-Niederlage gegen FIU Golden Panthers im Bahamas Bowl                                                                                   |
| 2019 | 5. MAC West                                     | 6                                               | 6                                               | 0                                               | 3                                               | 5                                               | 0                                               | — |
| 2020 | 3. MAC West                                     | 4                                               | 2                                               | 0                                               | 4                                               | 2                                               | 0                                               | — |
| 2021 | 3. MAC West                                     | 7                                               | 6                                               | 0                                               | 5                                               | 3                                               | 0                                               | 24:31-Niederlage gegen Middle Tennessee Blue Raiders im Bahamas Bowl                                                                         |
| 2022 | 1. MAC West                                     | 9                                               | 5                                               | 0                                               | 5                                               | 3                                               | 0                                               | 17:7-Sieg gegen Ohio Bobcats im MAC Football Championship 21:19-Sieg gegen Liberty Flames im Boca Raton Bowl                                 |

Legende:
| Division-Sieger 2 | Conference-Sieger |

### All-Time Greatest Rocket Victories
Die University of Toledo ernannte im Sommer 2017 die All-Time Greatest Rocket Victories als Teil der 100-Jahr-Feier. Fans hatten die Chance, für die größten Siege zu seit 1917 zu stimmen.
| #  | Datum         | Gegner         | Ergebnis    | Anm.                  |
| -- | ------------- | -------------- | ----------- | --------------------- |
| 1  | 11. Okt. 2008 | Michigan       | 13:10       |                       |
| 2  | 2. Sep. 2000  | Penn State     | 24:6        |                       |
| 3  | 20. Sep. 2003 | Pittsburgh     | 35:31       |                       |
| 4  | 30. Nov. 2001 | Marshall       | 41:36       | MAC Championship Game |
| 5  | 12. Sep. 2015 | Arkansas       | 16:12       |                       |
| 6  | 11. Okt. 1969 | Bowling Green  | 27:26       |                       |
| 7  | 14. Dez. 1995 | Nevada         | 40:37       | Las Vegas Bowl        |
| 8  | 19. Dez. 1981 | San José State | 27:25       | California Bowl       |
| 9  | 19. Sep. 1992 | Purdue         | 33:29       |                       |
| 10 | 22. Nov. 2005 | Bowling Green  | 44:41 (2OT) |                       |